# Michèle Lamont

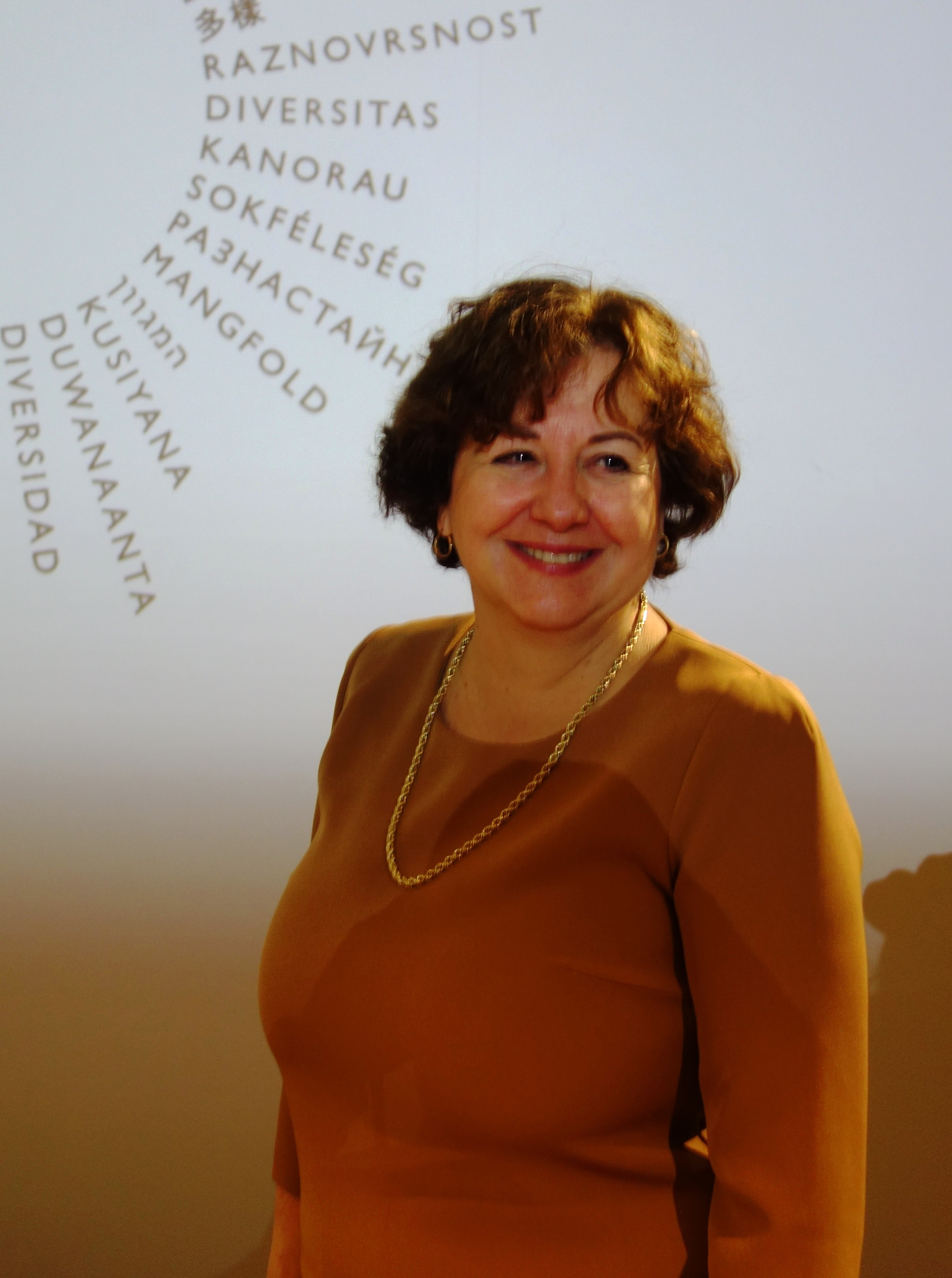
Michele Lamont 2017

Michèle Lamont (* 1957 in Toronto, Ontario) ist eine kanadisch-US-amerikanische Soziologin.
Lamont ist Professorin für Soziologie und für Afrikanische und Afroamerikanische Studien und hat die Robert I. Goldman Professur für Europäische Studien an der Harvard-Universität inne. Lamont arbeitet vor allem zu Themen wie Rassismus und Ungleichheit, Wissen, sozialem Wandel und der Entwicklung qualitativ-empirischer Methoden. 2016 bis 2017 war sie 108. Präsidentin der American Sociological Association. 2023 wurde sie in die American Academy of Arts and Sciences gewählt, 2024 in die American Philosophical Society.

## Werke (Auswahl)
- Money, Morals, and Manners: The Culture of the French and the American Upper-Middle Class. University of Chicago Press, Chicago 1992, ISBN 9780226922591.
- How Professors Think: Inside the Curious World of Academic Judgment. Harvard University Press, Cambridge, MA 2009, ISBN 9780674032668.
- mit Graziella Moraes Silva, Jessica S. Welburn, Joshua Guetzkow, Nissim Mizrachi, Hanna Herzog und Elisa Reis: Getting Respect: Responding to Stigma and Discrimination in the United States, Brazil, and Israel. Princeton University Press, Princeton 2016, ISBN 9781400883776.